# Veronica abyssinica
Veronica abyssinica är en grobladsväxtart som beskrevs av Johann Baptist Georg Wolfgang Fresenius.
Veronica abyssinica ingår i släktet veronikor och familjen grobladsväxter. Inga underarter finns listade i Catalogue of Life.